# Zapora Tungabhadra

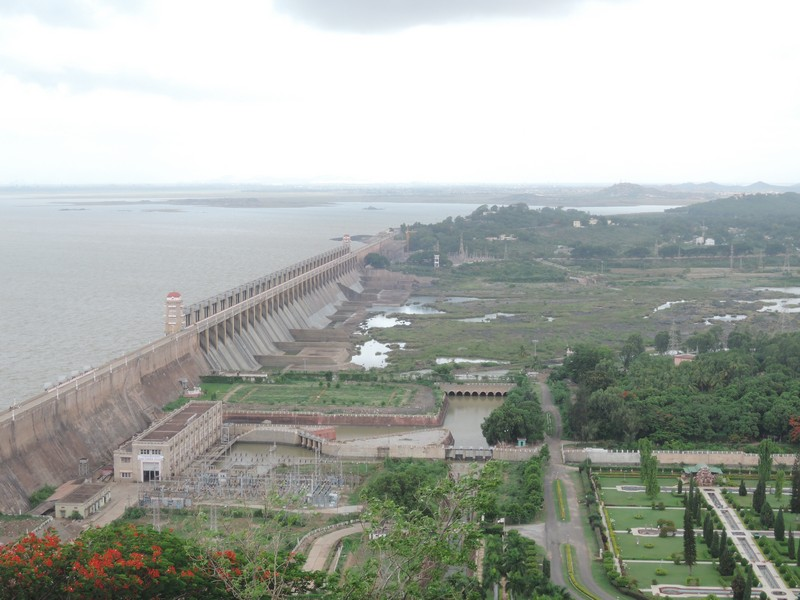
Widok na zaporę

Zapora Tungabhadra – zapora i elektrownia wodna na rzece Tungabhadra (zlewisko rzeki Kryszna) w stanie Karnataka (okolice miasta Hospet) w Indiach. Celem powstania ukończonej w 1953 zapory była ochrona przeciwpowodziowa, irygacja okolicznych obszarów oraz produkcja energii. Budowa zapory stanowiła wspólny projekt indyjskich stanów Karnataka i Andhra Pradesh. 
Powstanie zapory doprowadziło do utworzenia największego sztucznego zbiornika na rzece Tungabhadra.
Całkowita długość obiektu wynosi 740 metrów, a jego wysokość 49,5 metra. Z zaporą połączone są dwa kanały służące irygacji rozległych obszarów stanu Karnataka oraz regionu Rayalaseema znajdującego się w stanie Andhra Pradesh. Całkowita moc funkcjonującej w ramach zapory elektrowni wodnej wynosi 72MW. 
Konsekwencją powstania zapory stało się wysiedlenie z zalanych później obszarów 53 tysięcy osób.        